# جوزيف حويك
جوزيف حويك (13 يوليو 1971)- إعلامي وممثل لبناني

## مشواره المهني
شارك في برنامج ستديو الفن عام 1992 على شاشة ال بي سي عن فئة تقديم البرامج وفاز بالميدالية الذهبية، انطلاقته كانت مع تلفزيون المستقبل عام 1993 قبل التصفيات النهائية حيث قدم أول برنامج حواري فني له بعنوان «الليل المفتوح» بمشاركة عدة زملاء قدم بعدها العديد من البرامج المنوعة أهمها عالم الصباح واستمر بتقديمه لأكثر من أربعة عشر عاما، دخل مجال التمثيل عام 2012 من خلال مسلسل «حلوة وكذابة» بعد أن تعلم أساسيات التمثيل مع دكتور في الجامعة اللبنانية

### حياته الأسرية
تزوج في سن الواحدة والعشرين وانفصل عن زوجته رزق منها بثلاثة أبناء إيلينا وجيل وإيف

## أعماله

### تقديم البرامج
| البرنامج                     | عرض على          |
| ---------------------------- | ---------------- |
| الليل المفتوح                | تلفزيون المستقبل |
| سهار بعد سهار                | تلفزيون المستقبل |
| طل القمر                     | تلفزيون المستقبل |
| كيدز                         | تلفزيون المستقبل |
| عرس Express                  | تلفزيون المستقبل |
| السهرة عنا                   | تلفزيون المستقبل |
| عالم الصباح                  | تلفزيون المستقبل |
| حفل جوائز الموريكس دور(2016) | تلفزيون المستقبل |
| صباح اليوم                   | قناة الجديد      |

### التمثيل
- (2023):عشرة عمر
- (2022):والتقينا
- (2020):لو ما التقينا
- (2020): هند خانم
- (2018): العاصي - البيت الأبيض ج2 (مسلسل)
- (2018):  أصحاب تلاتي
- (2018): البيت الأبيض (مسلسل)
- (2018): زفافيان (فيلم)
- (2017): اخترب الحي (مسلسل)
- (2015): حياة سكول (مسلسل)
- (2012): حلوة وكذابة (مسلسل)